# Rojanice
Rojanice ou Rojanitsa, avec Rod son homologue masculin, préside aux destinées des Humains. Elle est la cocréatrice de l'univers, durant la naissance.
Le couple est symbolisé par un oiseau.